# Pirmin Werner
Pirmin Werner (* 10. Januar 2000 in Schaffhausen) ist ein Schweizer Freestyle-Skier. Er startet in der Disziplin Aerials (Springen).

## Werdegang
Werner startete im Dezember 2016 in Ruka erstmals im Europacup und belegte dabei die Plätze 28 und 15. Bei den Juniorenweltmeisterschaften 2017 in Chiesa in Valmalenco sprang er auf den 13. Platz und bei den Juniorenweltmeisterschaften 2018 in Minsk auf den 16. Platz. Im Februar 2018 erreichte er in Minsk mit dem zweiten Platz seine erste Podestplatzierung im Europacup. Im folgenden Jahr wurde er bei den Weltmeisterschaften in Park City Neunter und bei seinem Weltcupdebüt in Lake Placid Sechster. Zu Beginn der Saison 2019/20 kam er im Europacup in Ruka und in Airolo jeweils auf den zweiten Platz und belegte damit den sechsten Platz in der Aerials-Disziplinenwertung. Bei sieben Weltcupteilnahmen errang er fünf Top-Zehn-Platzierungen. Dabei erreichte er in Almaty mit dem zweiten Platz seine erste Podestplatzierung im Weltcup und zum Saisonende den 17. Platz im Gesamtweltcup und den vierten Rang im Aerials-Weltcup. Nach Platz 22 beim Weltcup in Ruka zu Beginn der Saison 2020/21, wurde er im Teamwettbewerb in Jaroslawl Zweiter und errang in Deer Valley den dritten Platz. Beim Saisonhöhepunkt, den Weltmeisterschaften 2021 in Almaty wurde er Vierter im Einzel und gewann im Teamwettbewerb zusammen mit Carol Bouvard und Noé Roth die Silbermedaille. Zum Saisonende holte er dort seinen ersten Weltcupsieg und beendete die Saison auf dem dritten Platz in der Aerials-Disziplinenwertung. In der folgenden Saison wurde er mit drei Top-Zehn-Platzierungen, darunter die Plätze drei und zwei in Ruka, Sechster in dieser Wertung. Bei den Olympischen Winterspielen 2022 in Peking sprang er im Einzel sowie im Teamwettbewerb auf den vierten Platz. Nachdem er zu Beginn der Saison 2022/23 in Ruka seinen zweiten Weltcupsieg holte, kam er bei den Weltmeisterschaften 2023 in Bakuriani auf den 19. Platz. Zum Saisonende siegte er beim Weltcup in Almaty erneut und belegte abschliessend den dritten Platz in der Aerials-Disziplinenwertung.

## Erfolge

### Olympische Spiele
- Peking 2022: 4. Aerials (Mixed), 4. Aerials Einzel

### Weltmeisterschaften
- Park City 2019: 9. Aerials Einzel
- Almaty 2021: 2. Aerials Team, 4. Aerials Einzel
- Bakuriani 2023: 19. Aerials Einzel

### Weltcupsiege
Werner errang im Weltcup bisher sieben Podestplätze, davon drei Siege:.
| Datum            | Ort    | Land       |
| ---------------- | ------ | ---------- |
| 13. März 2021    | Almaty | Kasachstan |
| 4. Dezember 2022 | Ruka   | Finnland   |
| 19. März 2023    | Almaty | Kasachstan |

### Weltcupwertungen
| Saison  | Gesamt | Gesamt | Aerials | Aerials |
| Saison  | Platz  | Punkte | Platz   | Punkte  |
| ------- | ------ | ------ | ------- | ------- |
| 2018/19 | 134.   | 8      | 24.     | 40      |
| 2019/20 | 17.    | 40,57  | 4.      | 284     |
| 2020/21 | –      | –      | 3.      | 305     |
| 2021/22 | –      | –      | 6.      | 216     |
| 2022/23 | –      | –      | 3.      | 302     |

### Europacup
- 7 Podestplätze

### Juniorenweltmeisterschaften
- Chiesa in Valmalenco 2017: 13. Aerials
- Minsk 2018: 16. Aerials